# Exoprosopa louisae
Exoprosopa louisae är en tvåvingeart som beskrevs av Francois 1962. Exoprosopa louisae ingår i släktet Exoprosopa och familjen svävflugor. Inga underarter finns listade i Catalogue of Life.